# Pomaretto (Cavagnolo)
Pomaretto è una frazione del comune di Cavagnolo, ad un'altitudine di 150 metri s.l.m.. Nel nucleo abitato alloggiano la maggior parte degli abitanti del paese. In questa frazione ha sede il comune.

## Storia
Pomaretto fu una delle ultime frazioni sorta nel comune di Cavagnolo, ma ben presto divenne la più popolata, grazie alla sua posizione pianeggiante. I primi insediamenti di Pomaretto furono costruiti intorno al 1800, per via della posizione privilegiata tra i colli, ove sorgevano i vecchi centri abitati, e il fiume Po.
All'inizio del Novecento Pomaretto fu dotata di una linea tramviaria che univa Chivasso ai cosiddetti "Comuni della Collina" (Brusasco, Castagneto Po, Cavagnolo, Lauriano, Monteu da Po, San Sebastiano da Po).
In epoca fascista, con l'unione dei comuni Brozolo, Brusasco, Marcorengo e Moransengo a Cavagnolo nell'unico comune Brusasco-Cavagnolo, Pomaretto divenne il centro del nuovo comune.  Poi, nel 1957 Cavagnolo si separò dagli altri comuni. Da allora, Pomaretto divenne il centro politico e più popolato di Cavagnolo, grazie anche al passaggio in questa frazione di ben due strade statali. La frazione fu dotata di una stazione ferroviaria (Stazione Brusasco-Cavagnolo, ora in disuso).

## Monumenti e luoghi d'interesse
- Municipio di Cavagnolo: già villa di un avvocato, divenne municipio del comune di Brusasco-Cavagnolo e poi, nel 1957, del comune di Cavagnolo. Presenta magnifici affreschi.
- Villa Martini: già di proprietà di Alessandro Martini industriale e creatore del vermouth "Martini"
- Stazione ferroviaria Brusasco-Cavagnolo: sul nome di questa stazione si racconta un curioso aneddoto: il funzionario incaricato dal comune di Cavagnolo di presentare a un funzionario del Ministero il progetto della stazione ferroviaria alla domanda "Che comune servirà questa stazione?" rispose "Al comune di Cavagnolo, ma servirà anche a quello di Brusasco". Così il funzionario, mal interpretando le parole del cavagnolese, denominò la stazione Brusasco-Cavagnolo, anche se l'edificio si trova nel comune di Cavagnolo.